# Középső régió (Omán)

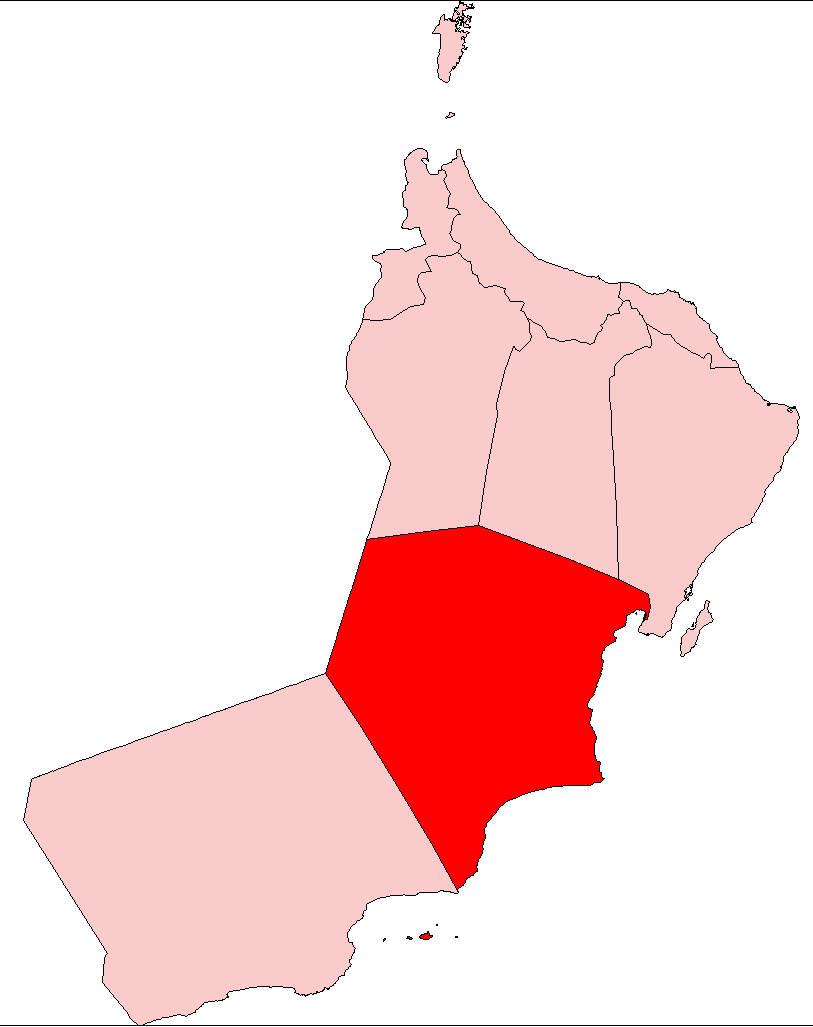
A Középső régió elhelyezkedése Ománon belül

A Középső régió (arabul al-Mintaka al-Vuszta, arab betűkkel المنطقة الوسطى [al-Minṭaqa al-Wusṭā], szó szerint „a középső régió”) az Omán kilenc tartománya közé tartozó öt régió egyike az ország déli részén. Északon Záhira régió, a Belső és a Keleti régió, keleten az Arab-tenger, délnyugaton Zofár kormányzóság, nyugaton pedig Szaúd-Arábia határolja. Székhelye Hajmá városa. Területe 79 700 km², lakossága a 2010-es népszámlálás adatai szerint 42 111 fő, az összlakosság 1,5%-a.

## Közigazgatási beosztása
A Középső régió négy körzetre (vilája) oszlik. Ezek: Dukm, Dzsázir, Hajmá, Muhút.

## Fordítás
Ez a szócikk részben vagy egészben  a   Liste der Regionen und Distrikte in Oman című német Wikipédia-szócikk ezen változatának fordításán alapul.  Az eredeti cikk szerkesztőit annak laptörténete sorolja fel. Ez a jelzés csupán a megfogalmazás eredetét és a szerzői jogokat jelzi, nem szolgál a cikkben szereplő információk forrásmegjelöléseként.